# Tweed (Ontario)
Tweed to gmina (ang. township) w Kanadzie, w prowincji Ontario, w hrabstwie Hastings.
Powierzchnia Tweed to 896,98 km². Według danych spisu powszechnego z roku 2001 Tweed liczy 5612 mieszkańców (6,26 os./km²).